# Reinos arameos

Bandera de los arameos.

Los reinos arameos fueron unos antiguos estados surgidos alrededor del año 1000 a. C., originarios de la península arábiga, que adquirieron importancia desde el 1000 al  700 a. C., imponiendo su idioma en la mayor parte de Oriente Próximo. Fueron conquistados hacia el siglo VIII a. C. por la poderosa Asiria.
Los arameos comenzaron a adquirir importancia a partir del  siglo XIV a. C., aunque hacia el  siglo XI a. C. ya aparecen reinos arameos en el norte de Siria. Su lengua, que es muy parecida a la fenicia y a la hebrea, comenzó a ponerse por escrito a principios del I milenio a. C.

## Historia

### Origen y auge de los arameos
Los arameos vivieron, desde tiempos inmemoriales, en un ámbito nómada, pero aun así lograron relacionarse con culturas sedentarizadas.
Hacia el siglo X o XI a. C. comenzaron a expandirse desde la península arábiga. Aprovecharon el vacío creado por la debilidad de las grandes potencias y el despoblamiento de antiguas tierras, se extendieron por Siria de norte a sur, llegando también al río Éufrates y, tras un largo periodo de enfrentamiento con los asirios, los derrotaron, o bien estos cedieron a una presión incontrolable, y se extendieron por una amplia zona del antiguo territorio asirio y hurrita mesopotámico. Con el tiempo, ocuparon los antiguos territorios abandonados por los hititas y otros pueblos mesopotámicos y lograron crear unos poderosos reinos que florecerían durante siglos, por la ausencia de grandes potencias que pudiesen impedir dicho florecimiento.
Til Barsip en el  siglo X a. C. pasó a manos arameas y se convirtió en el influyente reino de Bit Adini. Lo mismo ocurrió con Samal (la afamada fortaleza de Zincirli), Arpad y la antigua localidad de Hamath.
De este modo, la mayor parte de Anatolia meridional y Siria septentrional pasó a ser territorio arameo. Mientras se producía este proceso de arameización, se iban perdiendo elementos culturales propios del mundo hitita, pues algunos reyes del siglo IX a. C. aún llevaban la nomenclatura de los antiguos reyes de los hititas. El predominio arameo acabó también con los restos hurritas que aún quedaban a pesar de la lejanía del colapso de Mitani, y es que los elementos demográficos no están sometidos exclusivamente a las veleidades políticas.
Su potencial militar y la debilidad estructural de los estados de la región fueron las causas determinantes para que los arameos lograsen imponer líneas dinásticas en antiguos centros urbanos, en los que integraron su elemental sistema de organización gentilicia, cuyos jefes mantenían unas especiales relaciones con el monarca, que se presenta como protector providencial.
Desde el punto de vista cultural, se produjo un mestizaje; así, mientras adoptaron los dioses locales, lograron imponer su lengua.
Los principales centros políticos arameos fueron Bit Agusi (casa de Agusi), en la zona de Alepo, con capital en Arpad; BIT Adini con capital en Til Barsip, cabalgando en el Éufrates; Guzana era la capital de BIT Bahiani, en la llanura del Khabur; y no menos importantes fueron Hamath y sobre todo, Damasco, que mantuvo una rivalidad considerable durante dos siglos con Israel.

### Nuevas potencias en el Próximo Oriente: Urartu y Asiria
Pero los siglos pasaron y también el apogeo arameo en el horizonte; los más antiguos y poderosos guerreros de Oriente vuelven para reclamar su hegemonía perdida: son los asirios, quienes al mando de Assurnasirpal II (883/859 a. C.) emprendieron una serie de campañas militares para someter a los nuevos reinos arameos que se encuentran situados dentro de su espacio de influencia. A la muerte del rey todo el territorio situado entre el Éufrates y el Tigris (en su vertiente occidental) se encuentra ya bajo control asirio.
Las armas asirias ya ocupaban gran parte de Mesopotamia, y comienzan a extenderse más allá... Toda la franja que va desde Bit- Adini a Patina y Ugarit entregaba tributos al rey asirio quien, no obstante, parece que se abstendrá ya de volver a intervenir en la región. Será Salmanasar III quien comience la verdadera campaña de conquista asiria. El nuevo rey somete Bit- Adini, que controla uno de los vados del Éufrates (vital para las intenciones que alberga el rey para con los estados de la otra orilla del río).
Tras cuatro años de lucha Bit Adini es conquistado y anexionado. Los sirios comienzan a temer a una renaciente Asiria y logran conformar unas coaliciones que enfrentan a los asirios en la batalla de Qarqar (853 a. C.) formada por: Kuwê, Hamat, las ciudades-estado fenicias, Israel, Damasco, Amón y los reinos arameos.
La coalición fue derrotada, pero logró detener el avance asirio (o por lo menos se libraron de ellos) y los reinos neohititas quedaron bajo la órbita de conquista asiria. Luego de la muerte de Salmanasar III, Asiria vivió una época de guerras civiles e inestabilidad política. Esto es aprovechado por Urartu, reino que conquistara gran parte de los reinos neohititas y llegara hasta el Éufrates. Pero un nuevo rey asirio restaurara el poderío asirio: Tiglatpileser III.
Tras expulsar a Urartu de todos los territorios a ambos lados del Éufrates, Tiglat Pileser se volvió contra el líder arameo de la resistencia en Siria, Mati´El de Arpad. Tras tres años de asedio la ciudad fue conquistada, ahora, y en el plazo de 8 años, todos los estados desde el Éufrates hasta la frontera egipcia se someterán voluntariamente o por la fuerza y los estados neohititas quedarao, en su mayor parte, solo sujetos a tributo.
Durante los años 721/705 a. C. Sargón II ocupó el trono asirio. Este rey decidió anexionarse la totalidad de los estados neohititas. Carquemish, Malatya, Gurgum y Kummukh desaparecieron para siempre absorbidos por el estado asirio, en Tabal, Khilakku o Que, debido tanto a su posición geográfica como al apoyo que recibieron del rey Midas de Frigia. Cuando la conquista se llevó a cabo, la frontera asiria llegó entonces hasta casi el curso del Halys, los frigios lograron la paz con Asiria, quizás por temor a la misma o a los cimerios.
El reino frigio quedó completamente destruido y los asirios no avanzaron más. La historia aramea pierde importancia desde la conquista asiria.

## Lengua aramea
Los arameos dieron unidad lingüística al Oriente Próximo, su lengua, llamada también arameo, fue las más hablada en esa parte del mundo.
El idioma arameo es un idioma semítico que junto al hebreo, fenicio y otros idioma afines forman la rama nor-occidental 
de la familia de lenguas semíticas. Una de las características que lo diferenció de otros idiomas hermanos fue la pérdida
del sonido de la [ l ] que reemplazó por la [ r ]. Es por eso que el copista Esdras que escribió en arameo bíblico transcribe
el nombre del rey asirio Asurbanipal por Asnapar (véase Esdras 4:10). Al anexar los reinos arameos circundantes el 
Imperio Asirio adoptó el idioma arameo para la diplomacia. Entonces se convirtió en lengua vehicular o lingua franca en todo el Cercano Oriente. Utilizada como lengua oficial del Imperio Neobabilónico. 
A la caída de éste Dario I decretó al idioma arameo como lengua oficial del Imperio Persa. Al parecer la comunidad judía
que regresó del exilio babilónico reemplazó el hebreo por el arameo a través de los siglos de dominación extranjera,
aunque algunos aún hablaban el hebreo en un ámbito más restringido en tiempos de Jesús. El declive de la lengua aramea
comenzó con la conquista del Imperio Persa por Alejandro Magno ya que la dominación greco-macedonia reemplazó el arameo 
gradualmente por el idioma griego.